# Mái vòm Soltaniyeh
Mái vòm Soltaniyeh nằm tại thành phố Soltaniyeh, Zanjan, Iran. Đây là tổ hợp tàn tích tập trung trọng tâm quanh lăng mộ của hãn vương của Hãn quốc Y Nhi là Öljaitü, còn được gọi là Muhammad Khodabandeh.
Tòa nhà chính được xây dựng từ năm 1302 đến năm 1312 có thể là có mái vòm hai lớp lâu đời nhất Iran, do Marcel-Auguste Dieulafoy tiến hành nhận định nhưng đang bị phản đối từ André Godard. Godard cho rằng, đó chỉ là một mái vòm bình thường, lớn một cách ngoạn mục, với một lớp phủ mỏng phía trên bằng sứ men và không phải là một mái vòm đôi. Tuy nhiên, tầm quan trọng của nó trong thế giới Hồi giáo là không thể ngờ được và nó có thể được so sánh với mái vòm của Brunelleschi trong Kitô giáo. Mái vòm nặng 200 tấn và ước tính cao 49 mét (161 ft). Đây là mái vòm lớn thứ ba thế giới sau Nhà thờ chính tòa Firenze và Hagia Sophia, là một trong những mái vòm bằng gạch lớn nhất thế giới. Mái vòm Soltaniyeh mở đường cho các công trình vòm bát úp kiểu Iran táo bạo hơn trong thế giới Hồi giáo như Lăng mộ Khoja Ahmed Yasavi và Taj Mahal. Phần lớn trang trí bên ngoài của nó đã bị mất, nhưng bên trong vẫn giữ được những bức tranh khảm tuyệt vời, đồ sành sứ, và tranh tường. Mọi người đã mô tả kiến trúc của tòa nhà như là "đoán trước của Taj Mahal". 

## Lịch sử
Cuộc xâm lược của người Mông Cổ trong thế giới Hồi giáo bắt đầu bằng cuộc chinh phạt miền đông Iran năm 1221, và cuối cùng đã chấm dứt thời kỳ cai trị của Abbasid (750-1258). Người Mông Cổ đã chinh phục hầu hết Tây Á và một nhánh của đế quốc được gọi là Hãn quốc Y Nhi (1256-1353) tập trung quyền lực ở tây bắc Iran. Trong khi cuộc chinh phạt này ban đầu là một sự tàn phá, thời kỳ Hãn quốc Y Nhi cũng cho thấy sự phát triển chính trong nghệ thuật trang trí. Bằng kiệt tác kiến trúc đó là Mái vòm Soltaniyeh, còn được gọi là Lăng mộ Oljeitu, người Hãn quốc Y Nhi đã chứng tỏ khả năng của mình là xây dựng.
Sự hiện diện của người Mông Cổ ở Iran đã dẫn đến một sự thay đổi từ các thành phố truyền thống sang các thành phố chú trọng đến đồng cỏ. Một ví dụ về loại thành phố Mông Cổ mới này là thành phố Sultaniyya ở phía tây bắc Iran. Nhà cai trị của Hãn quốc Y Nhi là Arghun vào thời điểm đó, đã thành lập Sultaniyya như là thủ đô mùa hè của mình. Con trai của ông là Muhammad Oljeitu Khudabanda tiếp tục phát triển thành phố và biến nó thành thủ đô của đế chế. Sau cái chết của Oljeitu, thành phố bắt đầu suy giảm dần và từ một thành phố từng hưng thịnh, giờ đây chỉ còn hai tòa nhà cho thấy sự giàu có và tầm quan trọng trước đây của nó, một lăng mộ hình bát giác và Khanqah liền kề, một tòa nhà được thiết kế dành riêng cho các cuộc họp Sufi giáo như một nơi tâm linh.
Lăng mộ Oljeitu có một cấu trúc hình bát giác giống như Lăng mộ Ahmed Sanjar, và ý tưởng của nó có thể xuất phát từ Mái vòm Đá tại Jerusalem, được sử dụng làm biểu tượng tượng trưng cho tòa nhà có ý nghĩa tôn giáo. Khu lăng mộ được xây dựng từ nguồn kinh phế của triều đình Hãn quốc Y Nhi, là công trình lớn nhất và tốt nhất trong thời gian tồn tại của Hãn quốc.

## Thiết kế và kiến trúc
Lăng mộ Oljeitu là một trong những tài sản tôn giáo lớn nhất của thế kỷ 14, và được sử dụng cho nhiều chức năng như đọc kinh Qur'an, cầu nguyện, giảng dạy, nhà ở và y tế. Tòa nhà chính rộng khoảng 125 ft và được đặt trên đỉnh một mái vòm với đường kính trung bình 80 ft. Lăng mộ rất dễ thấy do sự kết hợp độc đáo của tám ngọn tháp bao quanh mái vòm phía trên. Cụ thể hơn, quần thể lăng mộ Oljeitu bao gồm bốn đại sảnh Iwan được nối với các lối vòm và những vòm Muqarna bao quanh một sân trong. Đây được coi là phong cách cổ điển của Iran

## Hình ảnh

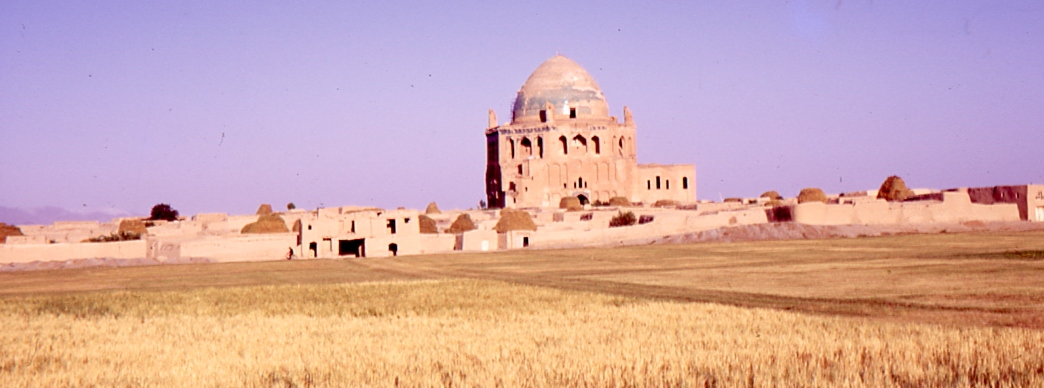
Làng Soltaniyeh và mái vòm năm 1969
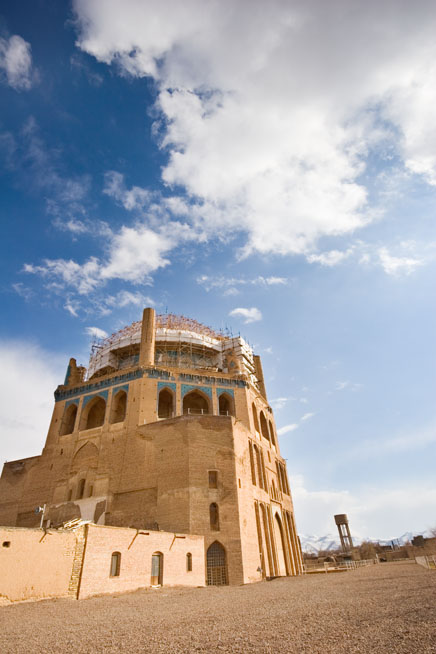
Cấu trúc của vòm Soltaniyeh và 6 tháp giáo đường đang được ICHTO khôi phục
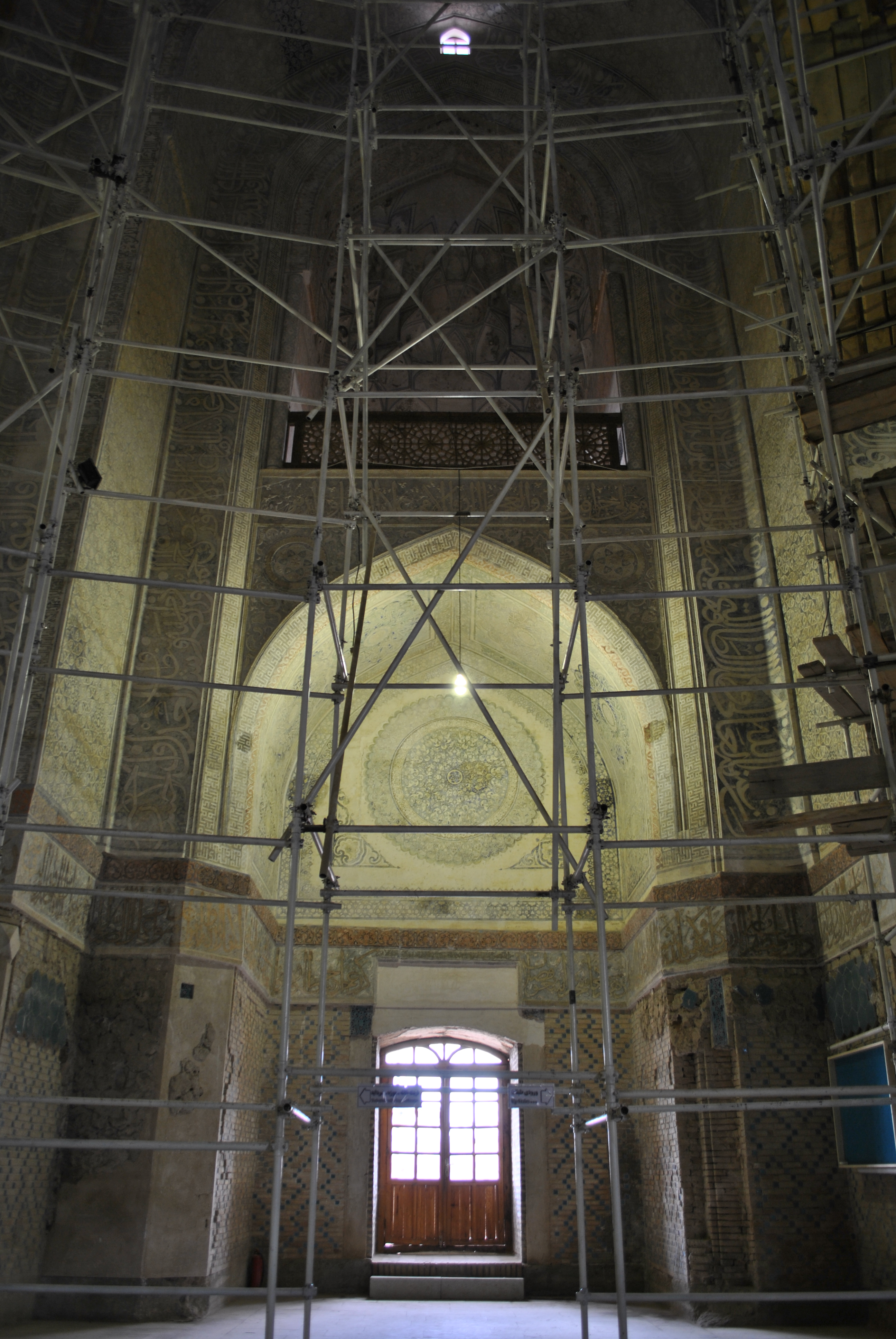
Tái thiết chính bên trong
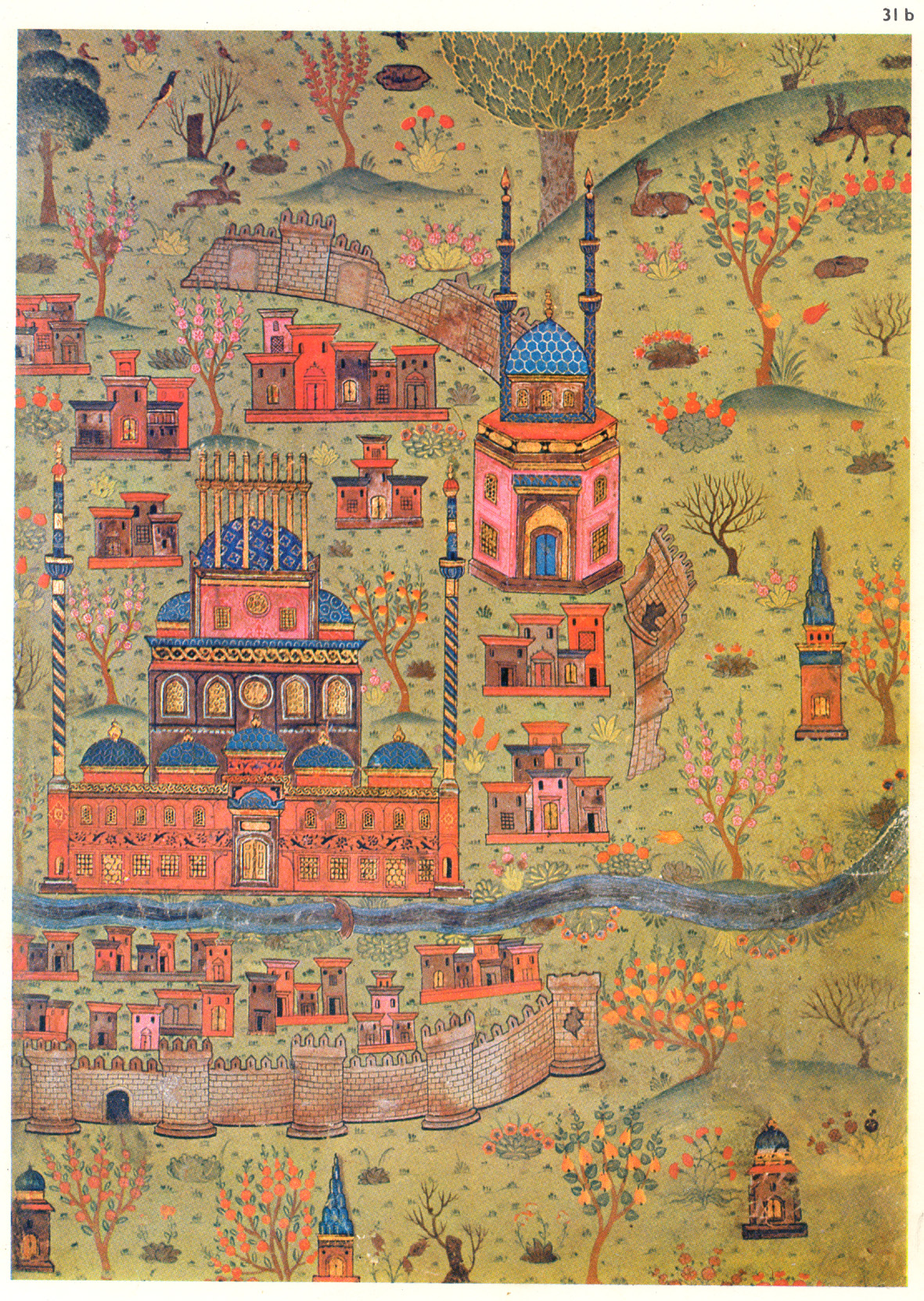
Bản đồ thế kỷ 16 của thành phố Soltaniyeh
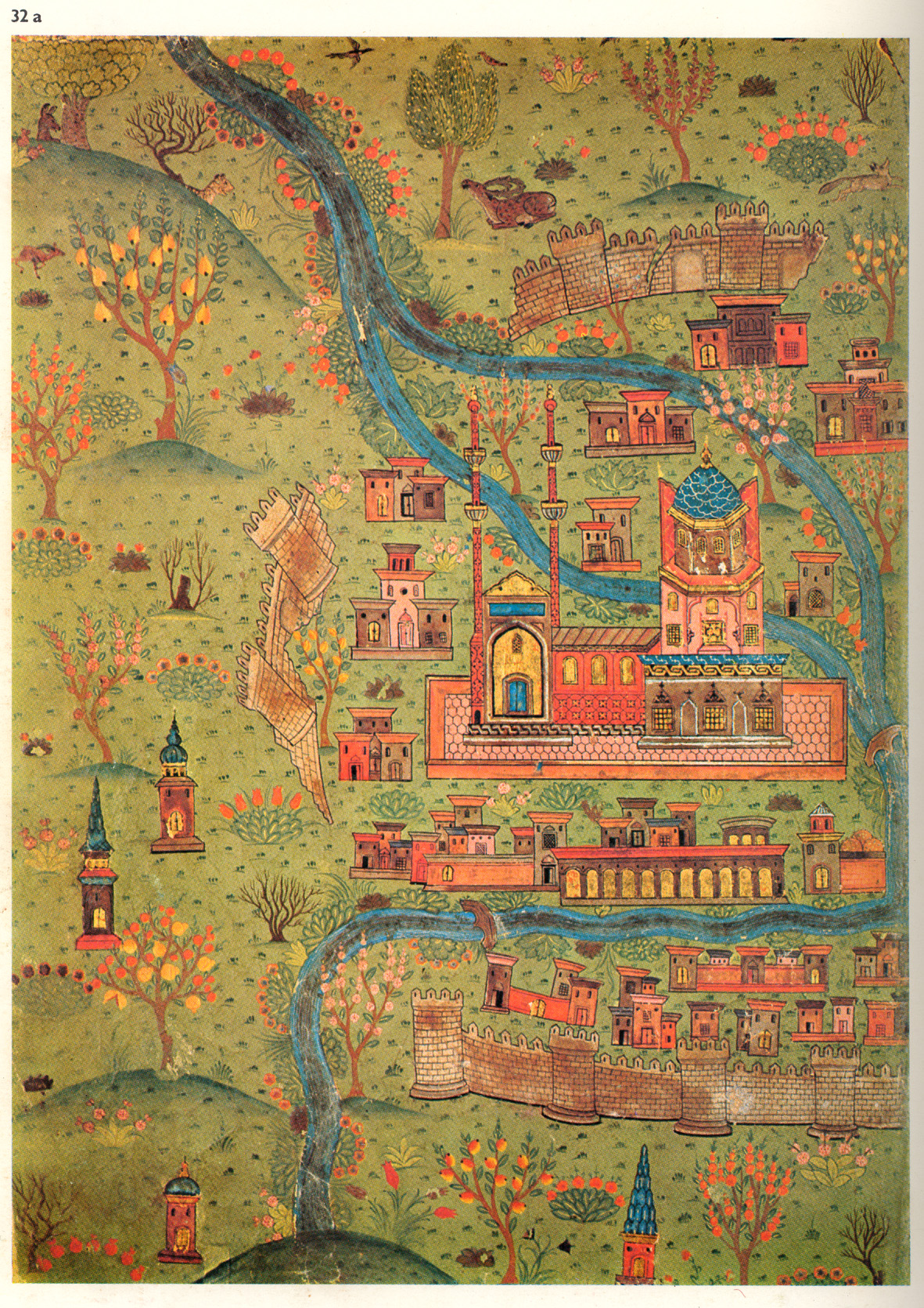
Bản đồ thế kỷ 16 của thành phố Soltaniyeh
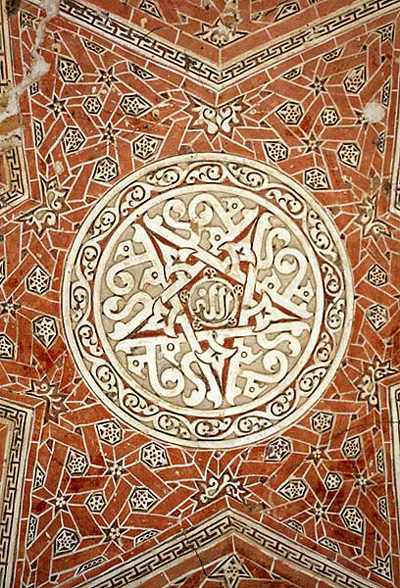
Bên trong
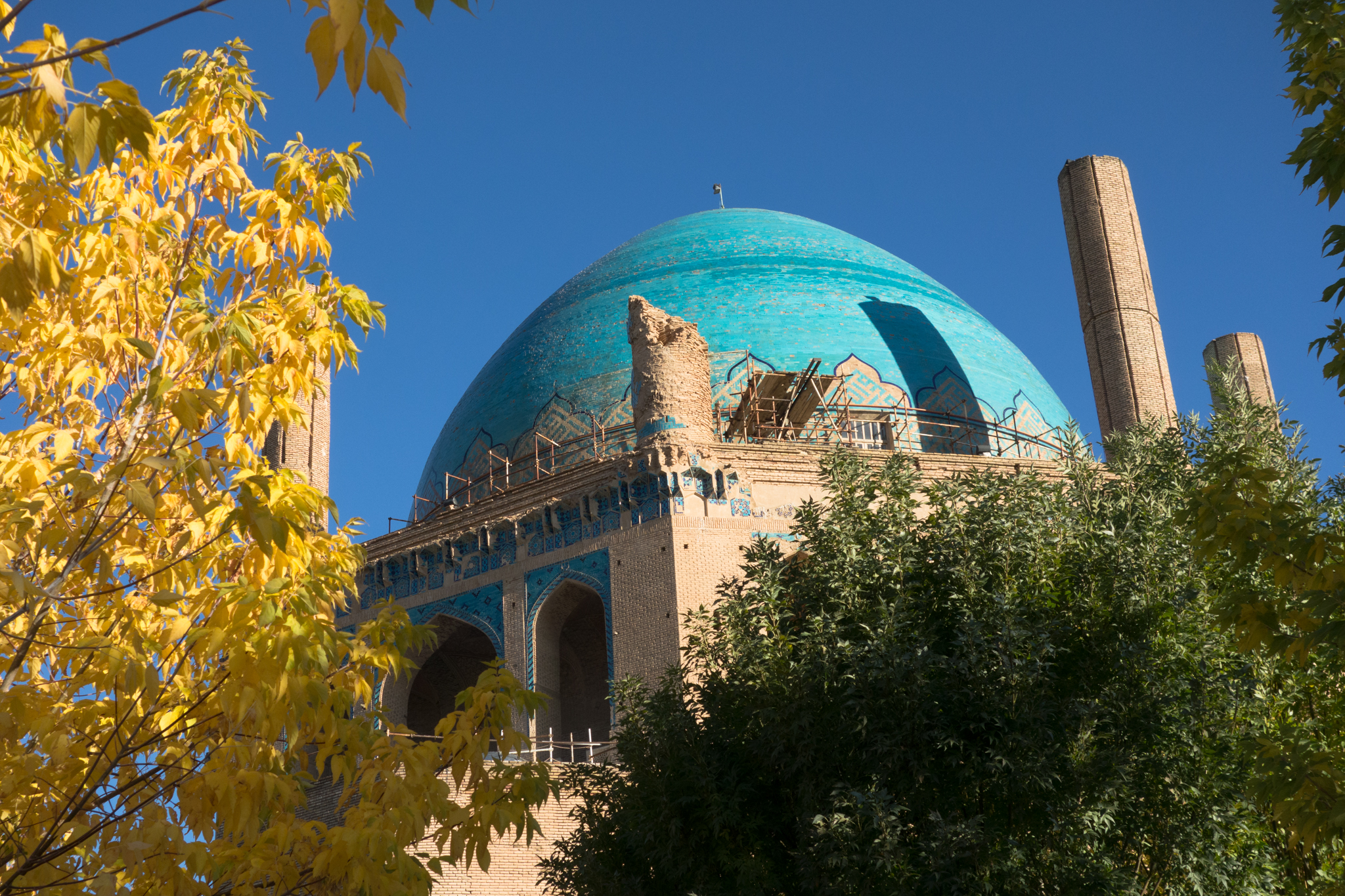
Soltanieh vào mùa thu 2014